# Гамбини, Паскуале
Паскуале Гамбини (корс. Pasquale Gambini, греч. Πασχάλης Γκαμπίνις, Корте, Корсика — 24 апреля 1827, Фалерон Греция) — корсиканский революционер и филэллин, принявший участие в Освободительной войне Греции и погибший в ходе битвы при Фалероне.

## Биография
Паскуале Гамбини родился в городе Корте на острове Корсика, в семье военных.
Во французских архивах касающихся Ордена Почётного легиона встречаются имена четырёх членов семьи Гамбини:
Gambini Jean Baptiste род. 1792, Gambini Dominique род. 1845, Gambini Epaminondas Dominique род. 1855, и Gambini Pierre François род. 1891.
Однако нет достоверной информации о том, что Паскуале Гамбини также был офицером.
Из располагаемых документов следует, что до своего прибытия в Грецию Гамбини был достаточно известным корсиканским и итальянским революционером.
Прибыл в Грецию вместе с итальянским филэллином Joseph Abbati и другими земляками в самом начале Греческой революции (1821—1829). Однако другие источники пишут о более поздних сроках его прибытия.
Современный английский историк William St Clair в своей работе «That Greece might still be free», включает Гамбини в дюжину итальянских революционеров, которые у себя на родине были осуждены заочно к смертной казни, по причине их политических убеждений и участия в революционных движениях 1821 года. Среди них были Джачинто Колленьо, Джузеппе Розаролл, Санторре ди Сантароза, Алерино Палма и др.
Vergé-Franceschi Michel, описывая жизнь Гамбини до его появления в Греции. именует его «Красный», т.е революционер. Οн также пишет что Гамбини примкнул к корсиканскому разбойнику и революционеру Gallocchio, после чего отправился в Грецию где принял участие в освободительной войне греков против турок.
Информацию о Гамбиниi и Gallocchio предоставляет также Silvani Paul в своей работе о разбойниках Корсики.
Из «Истории острова Корсика» следует что «Pascal Gambini» прибыл в Грецию со своим земляком филэллином Gallocchio. Последний вернулся по личным и семейным обстоятельствам на Корсику где и был убит.
В работах историков и мемуаристов присутствует разнобой с датами прибытия Гамбини в Грецию.
Однозначно Гамбини прибыл в Грецию после 1824 года, поскольку в 1823 году он подписался как автор революционной листовки на Корсике (Листовку опубликовала в своей работе Valérie Sottocasa).
Elie Papadacci также пишет о «разбойниках революционерах Gallocchio и Pascal Gambini которые вступили в греческие войска» и определяет что это случилось в 1826 году, что однако требует уточнения.
Кроме того, в архиве шотландского филэллина Томаса Гордона, находящимся в университете Абердина, находится письмо за подписью Гамбини и других филэллинов, в котором эти филэллины информируют Гордона, что они удовлетворили его пожелание и прибыли на Пелопоннес, надеясь что сумеют стать полезными полковнику Фавье, командиру первого регулярного полка греческих повстанцев. Письмо датировано 12 марта 1827 года. Однако нет никаких дополнительных данных подтверждающих версию о том что Гамбини прибыл в Грецию после знакомства с Гордоном и побуждаемый к этому Гордоном.
Более детальную информацию о деятельности Гамбини в Греции вплоть до его смерти предоставляет молодой (тогда) английский артиллерист Thomas Douglas Whitcombe, в своих мемуарах «Campaign of the Falieri and Piraeus in the Year 1827».
Из располагаемых источников следует что Гамбини воевал в рядах единственного регулярного соединения повстанцев (на разных этапах полк/батальон), где ему было доверено боевое знамя.
Гамбини описывается добродушным великаном, вызывавшем симпатии греческих повстанцев, которые именовали его роту «рота Пасхалиса» (Паскуале на греческий манер). Эта информация присутствует в работе «биографа филэллинов» Henri Fornèsy (Fornèsy Henry, Le monument des philhellènes, 1860, χειρόγραφο υπ’ αριθ. 1697, Τμήμα Χειρογράφων και Ομοιοτύπων, Εθνική Βιβλιοθήκη της Ελλάδος) и повторяется в греческой «Большой военной и морской энциклопедии» 1929 года.
Весной 1827 года «регулярные войска», в составе которых воевал Гамбини, прибыли в распоряжение военачальника Г. Караискакиса, предпринявшего шаги по повторному освобождению Средней Греции.

## Битва при Фалероне— Смерть Паскуале Гамбини
Греческую революцию 1821 года Великобритания, как и монархии Священного Союза встретила враждебно. Убедившись в том что Османской империи не удаётся подавить восстание греков и получив посредством финансовых займов рычаги воздействия на восставших и командование их армией, британская дипломатия поставила своей целью убавить геополитические претензии греков созданием вассального государства, подобного Дунайским княжествам и ограничив его территорию лишь Пелопоннесом.
Между тем, поскольку после падения Месолонгиона повстанцы удерживали в Средней Греции практически лишь Афинский Акрополь, военачальник Г. Караискакис предпринял в Аттике бои с целью снятия осады Акрополя и создал там самый большой лагерь повстанцев, куда стекались иррегулярные отряды повстанцев из разных регионов и прибыли также и «регулярные войска». После чего сам Караискакис предпринял зимой 1826 года успешный поход по повторному освобождению Средней Греции и вернулся в Аттику полный решительности не только снять осаду Акрополя но и разбить или изгнать из Средней Греции армию Решида Мехмеда-паши Кютахьи.
Ход этих событий не соответствовал британским планам.
Историк Д. Фотиадис, утверждает что смерть Г. Караискакиса, которая привела к самому большому поражению повстанцев в ходе Освободительной войны (Битва при Фалероне), была делом рук англичан Д. Уркварта (в дальнейшем известного британского агента и адмирала Т. Кокрейна, с целью прервать освобождение Средней Греции:В-363
Сразу после смерти Караискакиса был осуществлён десант в Фалере, но отличный от предыдущих предписаний погибшего военачальника: 2500 бойцов, вместо 3500, немногочисленная греческая кавалерия была «забыта» в Пирее. При почти полном безветрии, корабли подошли к Фалеру к рассвету. Военачальники запросили Кохрейна задержать высадку до наступления темноты, но тот настоял на своём.
Кохрейн был щедр на ром и на денежные вознаграждения тем, кто первым дойдёт до Афин. Немецкий врач Gosse, участник этой операции, писал о командовавшем десантом английском генерале : «Чёрч, вместо того чтобы возглавить наступление, разумно расположился на берегу возле лодчонки».
Когда Кютахья получил известие о высадке в Фалере, он естественно ожидал одновременно и выступление из Пирея. Некоторое время он не мог принять решения. Но когда он убедился, что наступление идёт только из Фалера, то не стал терять время. 9 тысяч повстанцев из Пирея просто наблюдали как Кютахья приступил к уничтожению десанта. Кютахья атаковал во главе 10 тысяч пехотинцев и 2 тысяч всадников. Очень быстро греки остались без боеприпасов, поскольку доставленный перед боем порох оказался подпорченным:Г-364.
У русла реки Илисос сулиоты и критяне, не успев окопаться подверглись атаке, успели сделать только один залп и перешли к рукопашной. Оставшиеся в живых 50 бойцов ещё час сражались в русле реки, но были перебиты. Кютахья повернул на роту (250 штыков) регулярной армии, под командованием грека майора Игглесиса. Бросив только начатый бастион, солдаты выстроились в каре. Отстреливаясь от 2 тысяч пехоты и 500 турецких всадников они бились не за победу и не за спасение, а лишь дорого продавали свою жизнь. Никто из них не выжил.
Лишь Гамбини, знаменосец регулярной роты, продолжал сражаться, долгое время отбиваясь от окруживших его турецких кавалеристов.
Современная греческая исследовательница Зои Эксарху, в своей работе о французском (!) филэллинизме повторяет версию о том, что турки решили взять его живым, поскольку по причине «его стати» они приняли его за адмирала Кокрейна.
Греки потеряли в этом сражении убитыми до 2 тысяч человек. Из 26 филэллинов принявших участие в сражении выжили только четверо. Из 240 пленных повстанцев в живых остался один — Димитриос Каллергис. Кютахья ожидал выкуп от его богатых петербургских родственников (министр иностранных дел России, князь Карл Нессельроде приходился Каллергису дядей).
Henri Fornèsy и Thomas Douglas Whitcombe пишут, что когда турки начали рубить головы пленным, Гамбини доставленный в ставку Кютахьи в районе где сегодня находится афинский квартал Патисиа мог как минимум временно избежать этой участи. Но он сразу же заявил Кютахье своё имя, а посланный затем на место казни пленных вёл себя мужественно, проклинал турок-тиранов, заявляя другим пленным о своей уверенности что «братья соратники отомстят за нашу смерть».

## Посмертная слава
Гамбини не был военачальником или видным офицером в годы Освободительной войны Греции, но его имя достаточно широко известно в Греции, а также среди историков Греческой революции и филэллинизма во Франции, Италии, Великобритании.
Детали героической смерти Гамбини описыватся в работах Мишеля Аверофф, в «Исторических заметках» Бабиса Анниноса и других греческих историков, а также в греческих школьных учебниках.
Героическая смерть Gambini отмечается и итальянской библиографии, поскольку он был корсиканцем. Он упoминаеся в работах посвящённых итальянским революционерам погибшим вдали от своего Отечества.